# Friedrich Julius Peter van Calker

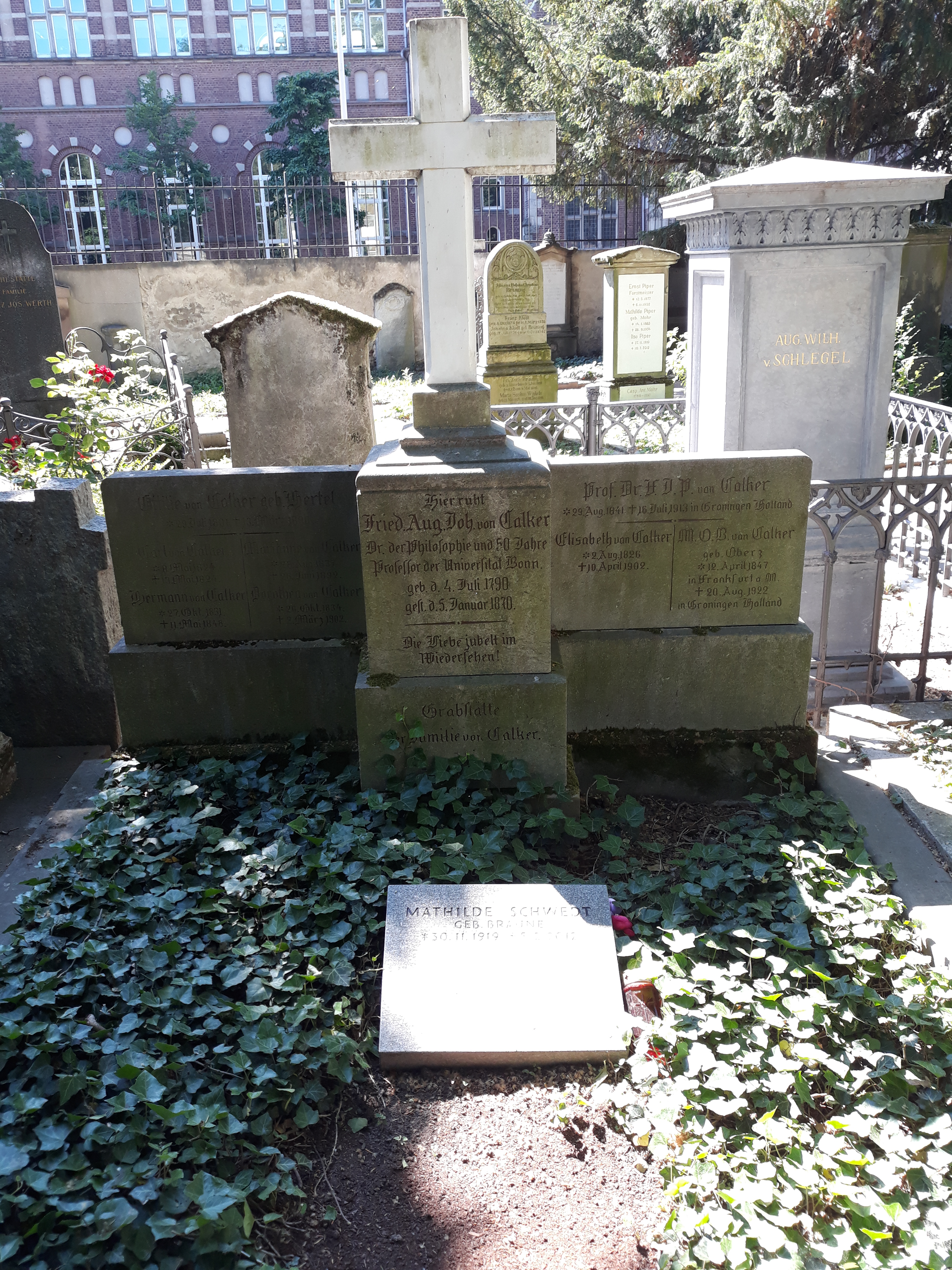
Het graf van Friedrich Julius Peter van Calker in het familiegraf op Oude Begraafplaats te Bonn

Friedrich Julius Peter van Calker (Bonn, 29 augustus 1841 - Groningen, 16 juli 1913) was een Duits-Nederlands geoloog, paleontoloog en mineraloog. Hij was als hoogleraar verbonden aan de Rijksuniversiteit Groningen.

## Biografie
Friedrich Julius Peter van Calker werd geboren in Bonn op 29 augustus 1841. Hij volgde aldaar voortgezet onderwijs aan het gymnasium. Een van zijn docenten was Ferdinand Zirkel wie van invloed was op de keuze van Van Calker om later geologie te gaan studeren. Na het voortgezet onderwijs begon hij aan deze studie. Hij studeerde aan de Rheinische Friedrich-Wilhelms-Universiteit in Bonn en een universiteit in Berlijn. Hij promoveerde in 1863 in Bonn op het proefschrift De phaenomenis opticis, quae praebent crystalli sphati calcarii geminorum crystallorum ratione compositi vel polysynthetici. Dit proefschrift gaat over kleurverschillen die optreden bij calciettweelingen wanneer ze bestraald worden met gepolariseerd licht.
In 1864 ging hij aan de slag als assistent bij het physische kabinet van de Universiteit Leiden. Tevens was hij lector kristallografie. In 1866 verruilde hij deze positie voor een aanstelling als docent plant- en dierkunde en scheikunde aan de hogereburgerschool in Tilburg. Later maakte hij de overstap naar de hogereburgerschool in Arnhem waar hij uiteindelijk in 1874 onderdirecteur werd. In deze periode hield hij zich onder meer bezig met het analyseren van drinkwater. In 1877 werd hij benoemd tot hoogleraar in de kristallografie, mineralogie, geologie, paleontologie en de fysische aardrijkskunde in Groningen. Hij aanvaardde hetzelfde jaar dit ambt met de rede Het verband der mineralogische en geologische wetenschappen en haar gang van ontwikkeling tot den tegenwoordigen tijd. 
Hij is mogelijk de eerste die in 1878 de landijstheorie in Nederland onder de aandacht bracht  tijdens een lezing voor het Natuurkundig Genootschap in Groningen. (De eer van de eerste te zijn geweest is ook toegeschreven aan dr. H. Hartogh Heijs van Zouteveen). Beiden baseerden ze zich op het werk van Otto Martin Torell die in 1875 een lezing over het onderwerp had gegeven bij het Deutsche Geologische Gesellschaft.
Als hoogleraar was hij verantwoordelijk voor het in gebruik nemen van een nieuw leerboek over de fysische kristallografie. Hiermee droeg hij bij aan de hervorming van het geologisch onderwijs aan de Rijksuniversiteit Groningen. Ook schafte hij diverse gereedschappen aan, zoals een tweecirkelige goniometer en een kristalsnijder. De goniometer stelde hem in staat om van allerlei gesteenten de kristalstructuur te beschrijven. Tevens zette hij zich in voor uitbreiding van het laboratorium dat tevens met een museum werd verrijkt. Dit werd het Mineralogisch-Geologisch Instituut aan de Melkweg in Groningen. Hij heeft de collectie van het museum voor het grootste deel zelf opgebouwd. Pas later kreeg hij hulp.
Gedurende het collegejaar 1886-1887 vervulde hij de functie van rector magnificus. Zijn rectorale rede was getiteld De rol der drukking in de geologie. In 1908 werd zijn werk over de ondergrond van Groningen gepubliceerd. Hij heeft hiervoor vele boringen verricht. Deze publicatie wordt gezien als een van zijn belangrijkste werken. In 1911 ging hij met emeritaat. Daarna kreeg hij tijd om zijn onderzoek over de verspreiding van kristallijne zwerfkeien in Groningen af te ronden. Hiervoor had hij reeds gedurende zijn carrière vele monsters verzameld en onderzocht, onder andere uit Zweden en Finland.
Hij kwam op 16 juli 1913 in Groningen te overlijden.

## Voetnoten
1. ↑  E. Oelle (2001). Ontwikkelingen in de Kwartair-geologischeopvattingen over ons land na Starings proefschrift van 1833: de periode van Staring tot Lorié. Grondboor & Hamer 1: 16-20 (Nederlandse Geologische Vereniging).  Voor het artikel van Hartogh Heys van Zouteveen:  Hartogh Heijs van Zouteveen, H.  (1881). Het Diluvium van de Nederlandsch-Noord-Duitsche vlakte. Isis  10: 97–112